# Jonathan Ring
Erik Jonathan Ring (* 5. Dezember 1991 in Örebro) ist ein schwedischer Fußballspieler.

## Karriere
Ring durchlief die Nachwuchsabteilungen der Vereine Adolfsbergs IK und Örebro SK und startete seine Profikarriere 2011 bei IFK Värnamo. 2014 unterschrieb er einen Vertrag bei Kalmar FF. In der Wintertransferperiode 2016/17 wechselte Ring zum türkischen Erstligisten Gençlerbirliği Ankara. Bereits zum nächsten Sommer löste er seinen Vertrag vorzeitig auf und kehrte zu seinem vorherigen Klub Kalmar FF zurück. Doch schon sechs Monate später ging er weiter zu Djurgårdens IF und gewann 2018 den nationalen Pokal und ein Jahr später die Meisterschaft. Von dort kehrte er Anfang 2021 zu Kalmar FF zurück, wo zu diesem Zeitpunkt auch sein jüngerer Bruder Sebastian (* 1995) spielte.

## Erfolge
- Schwedischer Pokalsieger: 2018
- Schwedischer Meister: 2019